# Người Gyalrong
Người Gyalrong hay còn gọi là người Kim Xuyên ( chữ Tạng: རྒྱལ་རོང) sống ở châu tự trị dân tộc Tạng-Khương Ngawa và châu tự trị dân tộc Tạng Garzê tại tỉnh Tứ Xuyên, Trung Quốc. Từ Gyalrong là từ mượn từ tiếng Tạng rGyal-mo tsha-wa rong.
Người Gyalrong tự gọi mình là Keru.  Trong thời nhà Minh và nhà Thanh, người Gyalrong được cai quản bởi các lãnh đạo bản địa (thổ ty). Năm 1746, Slob Dpon, thổ ty Đại Kim Xuyên, đã cố gắng thống nhất các bộ tộc ở Tứ Xuyên khiến nhà Thanh phải phát động chiến dịch quân sự nhằm đàn áp họ. Sau này, chính phủ Cộng hòa Nhân dân Trung Hoa gộp họ chung nhóm với người Tây Tạng mặc dù họ sử dụng ngôn ngữ khác biệt. Do sự trộn lẫn của các dân tộc, rất khó để thống kê chính xác dân số Gyalrong, nhưng có thể ước đoán lên đến hàng trăm nghìn. 
Người Gyalrong trước đây theo đạo Bon (giống người Tạng), nhưng vào đầu thế kỷ 15, các nhà sư từ U-Tsang (miền trung Tây Tạng) đã đến khu vực này để truyền bá phái Cách-lỗ của Phật giáo Tây Tạng. Bất chấp sự chống đối quyết liệu của giới tăng sĩ Bon giáo, phái Cách-lỗ đã hoàn thành việc xây dựng nhiều tu viện lớn ở Gyalrong ví dụ như Tu viện Dhe-Tsang. 

## Từ nguyên
Cái tên Gyalmo Rong (rgyal mo rong) có thể được dịch là "thung lũng nữ vương", ám chỉ rằng khu vực này từng được cai trị bởi phụ nữ. 

## Ngôn ngữ
Người Gyalrongwa nói nhiều ngôn ngữ khác nhau, bao gồm tiếng Gyalrong thuộc nhóm ngôn ngữ Khương, tiếng Tây Tạng Khams, tiếng Tây Tạng Amdo và phương ngữ Tứ Xuyên của tiếng Quan thoại. 

## Xứ Gyalrong
Khu vực Gyalrong rộng lớn bao gồm các vùng lân cận với các khu định cư của người Tạng Amdo, người Tạng Kham, người Hán và người Khương. Trung tâm của khu vực này là một lưu vực sông dài 120 dặm, cùng với những ngọn núi và thung lũng dốc đứng rậm rạp. Núi Murdo (dmu rdo) cao 4820m là điểm hành hương nổi bật của các tín đồ Bön và Phật giáo. Các con sông lớn nhỏ chảy qua khu vực này từ bắc xuống nam và được biết đến với nhiều tên gọi khác nhau. Các vương quốc Gyalrong lịch sử và các đơn vị hành chính hiện tại chồng lấn với một số khu vực được xem là thuộc Kham và Amdo. 
18 vương quốc/thổ ty của người Gyalrong tại khu vực này bao gồm:
- Vương quốc Chakla (ལྕགས་ལ། Wylie: lcags la; tiếng Trung: 明正土司)
- Thổ ty Rapten/Chuchen/Kim Xuyên (ཆུ་ཆེན། Wylie: chu chen, tiếng Trung: 祈浸土司) hay còn gọi là Đại Kim Xuyên
- Thổ ty Tsanlha/Tiểu Kim Xuyên (བཙན་ལྷ། Wylie: btsan lha, tiếng Trung: 赞拉土司) hay còn gọi là Tiểu Jinchuan
- Thổ ty Trokyap/Xước Tư Giáp (ཁྲོ་སྐྱབས་། Wylie: khro skyabs, tiếng Trung: 绰斯甲土司)
- Thổ ty Guthang/Ngư Thông (འགུ་ཐང་། Wylie: vgu thang, tiếng Trung: 鱼通土司)
- Thổ ty Gomai Damkala/Thiên Toàn Lục Ba (མགོ་སྨད་དམ་ཀ་ལ། Wylie: mgo smad dam ka la, tiếng Trung: 天全六番土司)
- Thổ ty Gotod/Lãnh Biên (མགོ་སྟོད། Wylie: mgo stod; tiếng Trung: 冷边土司)
- Thổ ty Trateng/Ba Để (བྲག་སྟེང་། Wylie: brag steng, tiếng Trung: 巴底土司)
- Thổ ty Bawam/Ba Vượng (པ་ཝམ། Wylie: pa wam, tiếng Trung: 巴旺土司)
- Thổ ty Geshitsa/Cách Thập Gia (དགེ་ཤིས་ཙ། Wylie: dge shis tsa, tiếng Trung: 革什咱土司)
- Vương quốc Gyalkha (རྒྱལ་ཁ། : Wylie: rgyal kha, tiếng Trung: 杂谷脑土司)
- Thổ ty Ogshi/Ốc Nhật (འོག་གཞི། Wylie: vog gzhi, tiếng Trung: 沃日土司)
- Thổ ty Lunggu (Wylie: lung dgu) ở nơi ngày nay là huyện Văn Xuyên
- Thổ ty Manyi/Mặc Bình (མུ་ཕྱི།Wylie: mu Phyi, tiếng Trung: 穆坪土司)
- Thổ ty Somang/Toa Ma (སོ་མང་། Wylie: so mang, tiếng Trung: 梭磨土司)
- Thổ ty Jotse/Trát Khắc Cơ (ཅོག་ཙེ། Wylie: cog tse, tiếng Trung: 卓克基土司)
- Thổ ty Dzonggag/Tông Cương (རྫོང་འགག Wylie: rdzong vgag, tiếng Trung: 松岗土司)
- Thổ ty Tsenpa/Đảng Bá (བསྟན་པ། Wylie: bstan pa, tiếng Trung: 党坝土司)

Các đơn vị hành chính hiện tại nằm trong các khu vực phía đông và đông nam của châu tự trị Garzê bao gồm các huyện Khang Định (Dartsendo), Đạo Phu (Tau), Nhã Giang (Nyakchukha), Đan Ba (Rongdrak), Lô Định (Chakzam, lcag zam, Luding) và Cửu Long (Gyezur). Các địa điểm ở phía nam và phía đông của châu tự trị Ngawa bao gồm các huyện Kim Xuyên (Rapten/Chuchen), Tiểu Kim (Tsenlha) và Ma Nhĩ Khang (Barkham), một phần của các huyện Vấn Xuyên (Lunggu/Tritsang), Lý (Trashiling, bkra shis gling) và Hắc Thủy (Trochu, khro chu). Hiện tại, huyện Lô Định đã bị Hán hóa mạnh mẽ còn huyện Cửu Long hiện được xem là một phần của khu vực Kham. 

## Những người Gyalrong nổi bậc
- Alan Dawa Dolma (sinh 1987), ca sĩ
- Sanggyai Yexe (1917–2008), quan chức đảng Cộng sản Trung Quốc
- Sonom (mất năm 1776), thổ ty Gyalrong